# 프셰보르스크군

포트카르파츠키에주 지도에 표시된 프셰보르스크군의 위치

프셰보르스크군(폴란드어: powiat przeworski)은 폴란드 포트카르파츠키에주에 위치한 군으로 군청 소재지는 프셰보르스크이며 면적은 698.35km2, 인구는 78,354명(2019년 기준), 인구 밀도는 110명/km2이다.
북쪽으로는 루블린주 비우고라이군, 동쪽으로는 루바추프군, 야로스와프군, 남쪽으로는 프셰미실군, 남서쪽으로는 제슈프군, 서쪽으로는 완추트군, 레자이스크군과 접한다. 9개 지방 자치체(1개 도시, 2개 도시형 농촌, 6개 농촌)를 관할한다.

군기
군 문장